# Podlug (Sanski Most)
Podlug falu Bosznia-Hercegovinában, a Bosznia-hercegovinai Föderáció Una-Szanai kantonjában, Sanski Most községben.

## Fekvése
Bosznia-Hercegovina északnyugati részén, Bihácstól légvonalban 61, közúton 85 km-re keletre, Sanski Most központjától légvonalban 2, közúton 4 km-re északnyugatra fekvő sík területen, a Szana-folyó és a Sanski Mostról Prijedorra menő főút közötti termékeny síkságon fekszik. Határában ömlik a Bliha-folyó a Szanába.

## Népessége
| Nemzetiségi csoport | Népesség 1991 | Népesség 2013 |
| ------------------- | ------------- | ------------- |
| Szerb               | 623           | 168           |
| Bosnyák             | 4             | 375           |
| Horvát              | 3             | 5             |
| Jugoszláv           | 18            | 0             |
| Egyéb               | 2             | 2             |
| Összesen            | 650           | 550           |

## Története
Valószínűleg határában volt a Szana folyón átívelő egykori híd, amelynek pontos helyét 1000 lépésre mondják attól a helytől, ahol a Majdančica (Majdanska rijeka) a Dubovača-patakba ömlik. Ebből a leírásból kiderül, hogy ez a híd a mai Sanski Mosttól északra, a mai Podlug falu területén volt. Podlug 1878-ig az Oszmán Birodalom része volt. 1879-ben az első osztrák-magyar népszámlálás során a településnek 91 lakosa volt, mind ortodox szerbek. 1895-ben a falu Sanski Most községhez tartozott. 1941-ben azok közé a falvak közé tartozott, amelyeknek csak szerb lakosságuk volt.
1995. október elején, amikor a bosznia-hercegovinai hadsereg felszabadította Sanski Mostot, Podlug szerb nemzetiségű lakosságát elűzték. 1995 októberében Prijedor, Bosanski Novi és Banja Luka településekről elűzött bosnyák és horvát menekültek kezdtek érkezni a településre, melynek etnikai összetétele így teljesen megváltozott.

## Fordítás
- Ez a szócikk részben vagy egészben  a   Podlug (Sanski Most) című bosnyák Wikipédia-szócikk ezen változatának fordításán alapul.  Az eredeti cikk szerkesztőit annak laptörténete sorolja fel. Ez a jelzés csupán a megfogalmazás eredetét és a szerzői jogokat jelzi, nem szolgál a cikkben szereplő információk forrásmegjelöléseként.